# Kostel Zvěstování Panny Marie (Budeč)
Kostel Zvěstování Panny Marie se nachází na návsi obce Budeč u zámku Budeč. Kostel je farním kostelem římskokatolické farnosti Budeč. Jde o jednolodní vrcholně gotickou stavbu s polygonálním presbytářem, sedlovou střechou a hranolovou věží. Kostel je chráněn jako kulturní památka České republiky.

## Historie
Kostel pochází zřejmě z konce 14. století, první písemná zmínka o kostele pochází z roku 1346, v tu dobu byl zřejmě postaven gotický presbytář, později byl kostel upraven barokně. Barokní jsou dva oltáře a kazatelna, v kapli jsou pak zbytky barokního oltáře. V roce 1771 byl kostel po požáru v obci výrazně upraven a opraven. V renesanci pak byly kostelu upraveny sgrafita na venkovní omítce. Od roku 1789 je poblíž kostela hřbitov a v roce 1922 byl při kostele postaven památník obětem první světové války.